# Nothopsyche nigripes
Nothopsyche nigripes är en nattsländeart som beskrevs av Martynov 1914. Nothopsyche nigripes ingår i släktet Nothopsyche och familjen husmasknattsländor. Inga underarter finns listade i Catalogue of Life.